# Valīk Rūdposht
Valīk Rūdposht (persiska: وليك رودپشت) är en ort i Iran.   Den ligger i provinsen Mazandaran, i den norra delen av landet, 140 km nordost om huvudstaden Teheran. Antalet invånare är 477.
Terrängen runt Valīk Rūdposht är mycket platt, och sluttar norrut. Runt Valīk Rūdposht är det tätbefolkat, med 286 invånare per kvadratkilometer. Närmaste större samhälle är Babol, 12,6 km sydost om Valīk Rūdposht. Trakten runt Valīk Rūdposht består till största delen av jordbruksmark.